# Günther Gerth
Günther Gerth (* 4. Dezember 1931 in Alt-Drewitz bei Küstrin; † 12. Dezember 2019 in Magdeburg) war ein deutscher Maler und Grafiker.

## Leben
Günther Gerth besuchte von 1938 bis 1946 die Grundschule und war anschließend bis 1948 in der Landwirtschaft tätig. Es schloss sich von 1948 bis 1951 eine Malerlehrer in Joachimsthal an. Bis 1954 arbeitete er dann als Malergeselle in Berlin. Von 1954 bis 1957 studierte er an der Fachschule für angewandte Kunst Berlin in der Außenstelle Potsdam an der Abteilung für Dekorative Malerei. Es folgte von 1957 bis 1964 eine Tätigkeit als Farbgestalter im VEB Ausbau Magdeburg. Von 1964 bis 1969 arbeitete er als Werbegrafiker im VEB Baureparaturen Magdeburg, Abteilung Werbebau.
Ab 1968 war er Kandidat und später Mitglied im Verband Bildender Künstler der DDR, ab 1969 war er in Magdeburg als Maler und Grafiker freischaffend tätig. Er lebte und arbeitete im Magdeburger Stadtteil Fermersleben.

## Ausstellungen (Auswahl)

### Einzelausstellungen
- 1971: Kulturhistorisches Museum Magdeburg
- 1976: Prignitz-Museum Havelberg
- 1981: Galerie am Hansering, Halle (Saale)
- 1982: Kleine Galerie des Kulturbundes in Arneburg
- 1982: Kleine Galerie in Staßfurt
- 1983: Kleine Galerie in Oschersleben
- 2012: Galerie Möller, Warnemünde, (Zwei Magdeburger in Warnemünde; mit Egon Sellin)[2]
- 2014: Fabularium Magdeburg[3]
- 2017: Feuerwache Süd[4]

### Ausstellungsbeteiligungen
Gerth nahm ab 1969 an allen Bezirkskunstausstellungen des Bezirks Magdeburg teil. Darüber hinaus beteiligte er sich u. a. an folgenden weiteren Ausstellungen:
- 1977: Leipzig („Kunst und Sport“)
- 1977: Klubgalerie Magdeburg, Selbstbildnisse
- 1979: Staatliche Museen Schwerin, Farbige Grafik in der DDR
- 1981: Klubgalerie Magdeburg, Ikarus
- 1981: Magdeburg, Kulturhistorisches Museum („Maler stellen aus“)
- 1985: Erfurt, Gelände der Internationalen Gartenbauausstellung („Künstler im Bündnis“)
- 1986: Magdeburg, Kloster Unser Lieben Frauen („Grafik in den Kämpfen unserer Tage“)
- 1987: Magdeburg, Kloster Unser Lieben Frauen („Handzeichnung und Plastik“)
- 2010: City Carré Magdeburg, Der Dinge Stand 2010[5]